# Fotö
Fotö ist ein Ort (tätort) in der schwedischen Provinz Västra Götalands län und der historischen Provinz Bohuslän.
Der Ort liegt auf der gleichnamigen Insel im Göteborger Schärengarten. Sie gehört zur Gemeinde Öckerö und liegt im Kattegat westlich vor Göteborg. Sowohl in Ost-West- als auch in Nord-Süd-Richtung beträgt ihre Ausdehnung etwa einen Kilometer. Fotö ist über eine Brücke mit der nördlich gelegenen Nachbarinsel Hönö verbunden. Auf der Südseite Fotös befindet sich ein Hafen. Ein Badestrand erstreckt sich an der Ostseite.
Die Einwohnerzahl des Ortes Fotö ist seit den 1960er-Jahren deutlich angestiegen, von 368 Einwohnern 1960 auf 630 Menschen 2015.

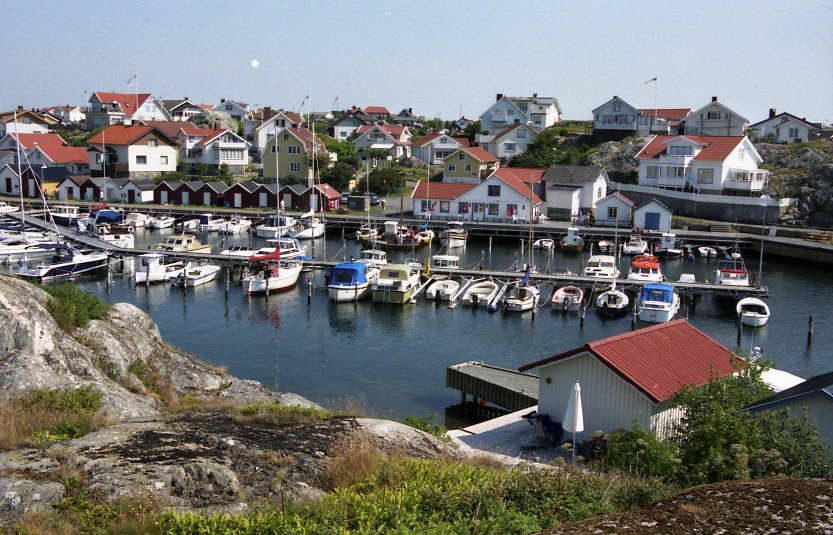
Hafen von Fotö
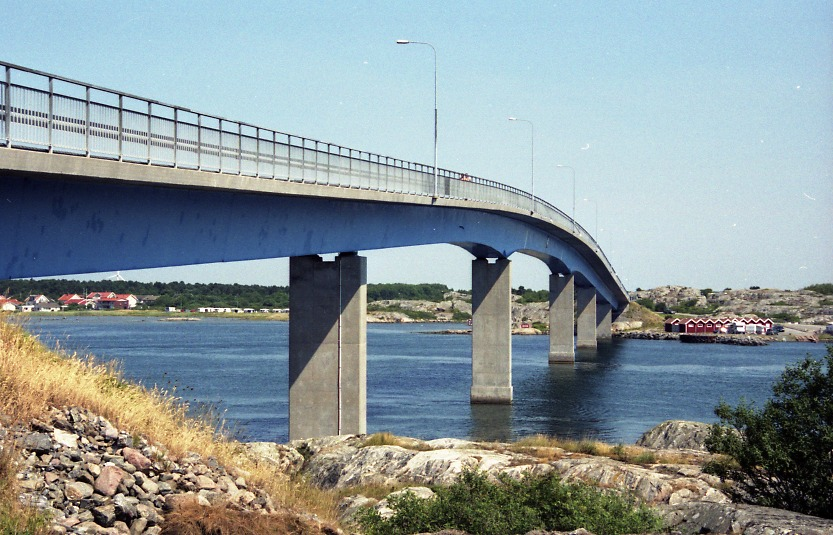
Brücke nach Hönö
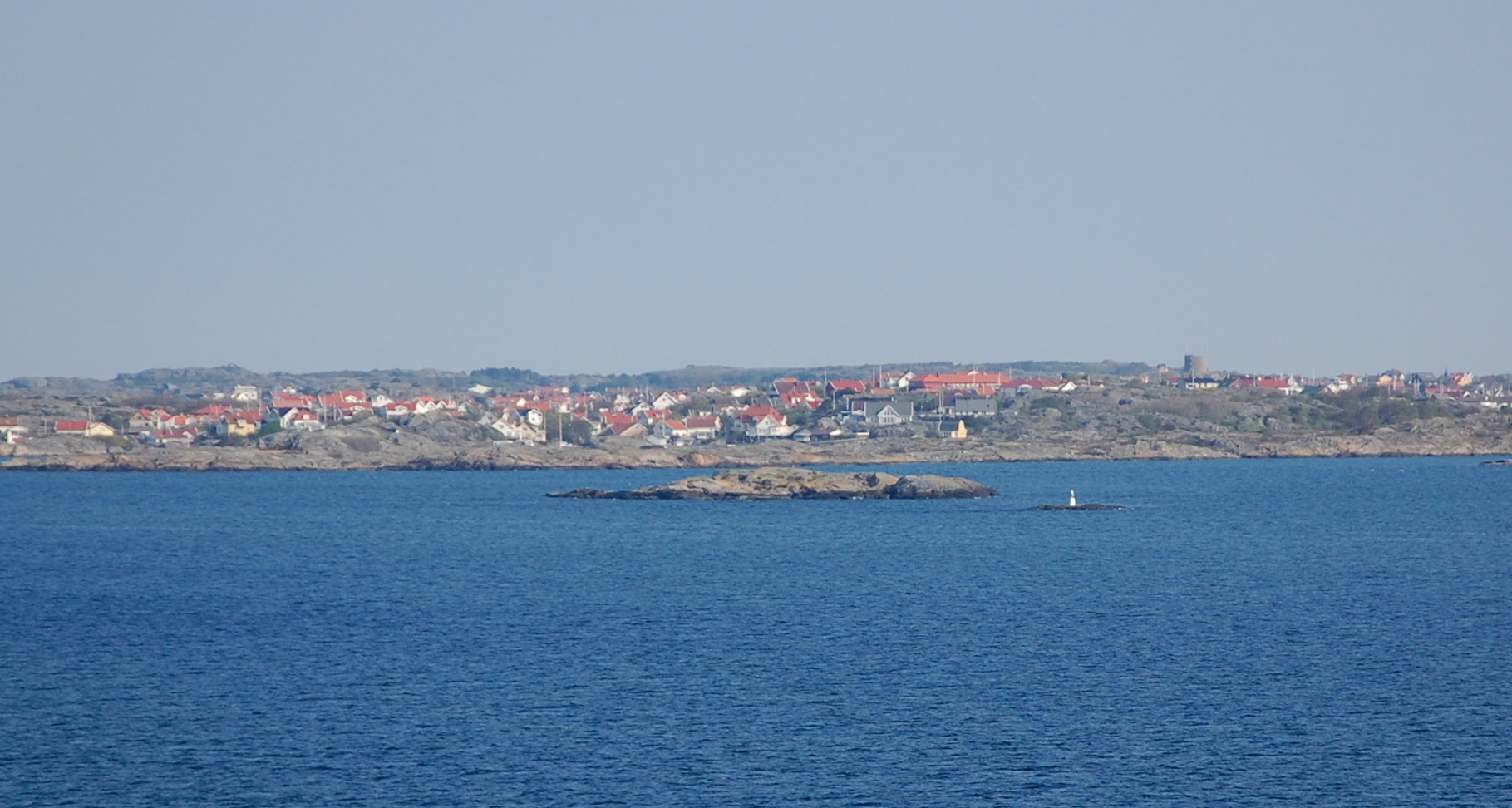
Blick von Süden